# Arthur Hay
Colonnello Arthur Hay, IX marchese di Tweeddale e visconte Walden (nome utilizzato per i taxa di cui è l'autore) (East Lothian, 9 novembre 1824 – Chislehurst, 29 dicembre 1878), è stato un militare e ornitologo scozzese.

## Biografia
Combatté nell'esercito britannico in India e in Crimea. Ereditò il titolo di visconte dal padre nel 1876.
Fu presidente della Società Zoologica di Londra e lui stesso possedeva un'importante collezione di uccelli, insetti, rettili e mammiferi.
Per costituirla, inviò dei naturalisti in Paesi lontani, come Carl Bock (1849-1932) nell'arcipelago malese, che fece lui pervenire 130 esemplari di uccelli, o Alfred Hart Everett (1848-1898) nelle Filippine. Acquistò inoltre altre collezioni, come quella di William Jesse e di molti altri. Suo nipote, il tenente Robert George Wardlaw Ramsay (1852-1921), di stanza in Birmania, spedì lui la sua vasta collezione di spoglie di uccelli e una splendida biblioteca.
La sua collezione, costituita da più di 20 000 esemplari appartenenti a 143 specie diverse, è attualmente conservata al British Museum.

## Ascendenza
|                                           |                                           |                                             | Genitori                                       |  |  | Nonni |  |  | Bisnonni    |  |  | Trisnonni       |  |
|                                           |                                           |                                             |                                                |  |  |       |  |  | 8. John Hay |  |  | 16. William Hay |  |
|                                           |                                           |                                             |                                                |  |  |       |  |  | 8. John Hay |  |  | 16. William Hay |  |
|                                           |                                           | 17. Margaret Hay                            |                                                |  |  |       |  |  | 8. John Hay |  |  |                 |  |
| 4. George Hay, VII marchese di Tweeddale  |                                           |                                             |                                                |  |  |       |  |  | 8. John Hay |  |  |                 |  |
|                                           |                                           | 9. Dorothy Hayhurst                         | 18. John Hayhurst                              |  |  |       |  |  |             |  |  |                 |  |
|                                           |                                           | 9. Dorothy Hayhurst                         | 18. John Hayhurst                              |  |  |       |  |  |             |  |  |                 |  |
|                                           |                                           | 9. Dorothy Hayhurst                         | …                                              |  |  |       |  |  |             |  |  |                 |  |
| 2. George Hay, VIII marchese di Tweeddale |                                           | 9. Dorothy Hayhurst                         |                                                |  |  |       |  |  |             |  |  |                 |  |
|                                           |                                           | 10. James Maitland, VII conte di Lauderdale | 20. Charles Maitland, VI conte di Lauderdale   |  |  |       |  |  |             |  |  |                 |  |
|                                           |                                           | 10. James Maitland, VII conte di Lauderdale | 20. Charles Maitland, VI conte di Lauderdale   |  |  |       |  |  |             |  |  |                 |  |
|                                           |                                           | 10. James Maitland, VII conte di Lauderdale | 21. Elizabeth Ogilvy                           |  |  |       |  |  |             |  |  |                 |  |
| 5. Hannah Charlotte Maitland              |                                           | 10. James Maitland, VII conte di Lauderdale |                                                |  |  |       |  |  |             |  |  |                 |  |
|                                           |                                           | 11. Mary Lombe                              | 22. Thomas Lombe                               |  |  |       |  |  |             |  |  |                 |  |
|                                           |                                           | 11. Mary Lombe                              | 22. Thomas Lombe                               |  |  |       |  |  |             |  |  |                 |  |
|                                           |                                           | 11. Mary Lombe                              | 23. Elizabeth Turner                           |  |  |       |  |  |             |  |  |                 |  |
| 1. Arthur Hay, IX marchese di Tweeddale   |                                           | 11. Mary Lombe                              |                                                |  |  |       |  |  |             |  |  |                 |  |
|                                           | 12. George Montagu, IV duca di Manchester | 24. Robert Montagu, III duca di Manchester  |                                                |  |  |       |  |  |             |  |  |                 |  |
|                                           | 12. George Montagu, IV duca di Manchester | 24. Robert Montagu, III duca di Manchester  |                                                |  |  |       |  |  |             |  |  |                 |  |
|                                           | 12. George Montagu, IV duca di Manchester | 25. Harriet Dunch                           |                                                |  |  |       |  |  |             |  |  |                 |  |
| 6. William Montagu, V duca di Manchester  | 12. George Montagu, IV duca di Manchester |                                             |                                                |  |  |       |  |  |             |  |  |                 |  |
|                                           |                                           | 13. Elizabeth Dashwood                      | 26. James Dashwood, II baronetto               |  |  |       |  |  |             |  |  |                 |  |
|                                           |                                           | 13. Elizabeth Dashwood                      | 26. James Dashwood, II baronetto               |  |  |       |  |  |             |  |  |                 |  |
|                                           |                                           | 13. Elizabeth Dashwood                      | 27. Elizabeth Spencer                          |  |  |       |  |  |             |  |  |                 |  |
| 3. Susan Montagu                          |                                           | 13. Elizabeth Dashwood                      |                                                |  |  |       |  |  |             |  |  |                 |  |
|                                           |                                           | 14. Alexander Gordon, IV duca di Gordon     | 28. Cosmo Gordon, III duca di Gordon           |  |  |       |  |  |             |  |  |                 |  |
|                                           |                                           | 14. Alexander Gordon, IV duca di Gordon     | 28. Cosmo Gordon, III duca di Gordon           |  |  |       |  |  |             |  |  |                 |  |
|                                           |                                           | 14. Alexander Gordon, IV duca di Gordon     | 29. Catherine Gordon                           |  |  |       |  |  |             |  |  |                 |  |
| 7. Susan Gordon                           |                                           | 14. Alexander Gordon, IV duca di Gordon     |                                                |  |  |       |  |  |             |  |  |                 |  |
|                                           |                                           | 15. Jane Maxwell                            | 30. William Maxwell, III baronetto di Monreith |  |  |       |  |  |             |  |  |                 |  |
|                                           |                                           | 15. Jane Maxwell                            | 30. William Maxwell, III baronetto di Monreith |  |  |       |  |  |             |  |  |                 |  |
|                                           |                                           | 15. Jane Maxwell                            | 31. Magdalena Blair                            |  |  |       |  |  |             |  |  |                 |  |
|                                           |                                           | 15. Jane Maxwell                            |                                                |  |  |       |  |  |             |  |  |                 |  |